# Cueva del Arco
La Cueva del Arco es un conjunto de cavidades que se concentran alrededor de un gran arco de roca natural, al que debe su nombre, ubicado en el término municipal de Cieza (Murcia), en el paraje natural protegido del Cañón de Almadenes. Fue descubierta en 1992 por Francisco Morote Martínez y Antonio Vázquez Martínez, miembros del Grupo Almadenes. Posee las representaciones de arte rupestre más antiguas de la Región de Murcia, así como una de las secuencias cronológicas de ocupación más importantes del Paleolítico medio y superior del sureste peninsular.

## Arte rupestre
En 1992 el Grupo Almadenes descubrió un conjunto de arte rupestre paleolítico en dos de sus cavidades.En la primera de ellas, localizada cruzando el arco de piedra (Arco I), se encuentran 4 figuras realizadas a pincel con diferentes grosores, a distintas alturas y tramos, dos en la pared derecha y dos en la izquierda, a lo largo de los 16 m de longitud que posee la galería:
- Silueta del perfil de un caballo mirando hacia la derecha.
- Silueta del perfil de una cabeza de caballo mirando a la izquierda.
- Tres finas líneas onduladas de desarrollo paralelo en vertical unidas por sus extremos superiores y posiblemente también por su zona inferior (descamada).
- Silueta de perfil de un cérvido mirando a la derecha. Se encuentra más profunda en la cavidad.

En la segunda cavidad, localizada en el lateral izquierdo del conjunto del Arco I, conocida como Arco II, encontramos un total de 27 figuras de arte pictórico, realizadas con pincel y aerografía:
- Siluetas de dos cabezas de cápridos vistas de frente. La calidad estética de ambas es excelente y muestran un gran realismo. La representación frontal de este tipo de arte es algo tan inusual que confiere un valor añadido a estas dos representaciones.

- 23 figuras hechas por la técnica de la aerografía. Se encuentran representadas en el bóveda de la cavidad, de contornos poco definidos y tamaños variados.
- Signo único o composición de dos. Aparentan haber formado un óvalo partido unido por su base a la zona inferior del signo.
- Signo de dos líneas casi rectas que convergen por sus extremos apuntando con su unión hacia las cabezas de cápridos. Se encuentra situada justo en el centro de la bóveda que cubre la cámara, siendo el centro de toda la composición.

## El incendio de 2015
En agosto de 2015, un incendio originado por un rayo arrasó gran parte del entorno de Cieza, alcanzando el paraje de Los Losares y afectando directa y únicamente a la Cueva del Arco, sin dañar el resto de cuevas paleolíticas de la zona. Los técnicos de la Unidad de Emergencia en Patrimonio Cultural estimaron que el lugar debió alcanzar temperaturas por encima de los 600 grados centígrados, lo que hizo temer que hubiera resultado dañado el arte rupestre de las cavidades. Se quemaron parcialmente pinos y matorral arbustivo, cambiando considerablemente el paisaje desde entonces, pero se pudo constatar que las pinturas no habían sufrido daños.

## El yacimiento arqueológico
En una visita realizada en 2014, en una de las cavidades cuyo sedimento había sido removido por animales, se detectaron restos de industria lítica, destacando una lámina de sílex de claro aspecto paleolítico. El hallazgo de estos materiales cambió sustancialmente la visión del yacimiento, pasando de ser un lugar únicamente con arte rupestre, a uno con manifestaciones artísticas paleolíticas y ocupaciones arqueológicas, algo que no suele encontrarse en el Mediterráneo peninsular. Con el objetivo de conocer la formación del depósito y la posible secuencia arqueológica del yacimiento, y a pesar del incendio sufrido tres meses antes, en noviembre de 2015 comenzó a excavarse la Cueva del Arco, documentándose una amplia secuencia arqueológica que abarca desde el Neolítico antiguo hasta el Paleolítico medio. La relevancia de estos resultados confirmó la necesidad de continuar realizando excavaciones sistemáticas, las cuales duran hasta la actualidad.
La importancia del yacimiento radica en la calidad y la singularidad de sus hallazgos, así como en la elevada cantidad de datos novedosos obtenidos, cuyo estudio está ayudando a conocer con más detalle diferentes aspectos de los modos de vida de los grupos humanos que habitaron este lugar.
Los descubrimientos realizados hasta el momento han constatando no solo niveles de ocupación del Paleolítico superior, concurrentes cronológicamente con las pinturas, sino también posteriores, del Neolítico antiguo (7.000 años), Solutrense (21.000 años), Gravetiense (30.000 años) y Musteriense (50.000 años), confirmando que nos encontramos ante uno de los escasos yacimientos del mediterráneo peninsular en el que puede documentarse la transición entre los neandertales y los humanos modernos.

## El descubrimiento
El 3 de febrero de 2023, en la Cueva del Arco se hizo público el hallazgo de una nueva cavidad de dimensiones kilométricas y bóvedas que alcanzan los 20 metros de altura, completamente intacta y sellada desde hace decenas de miles de años. Ha sido catalogada como una “cavidad única” por José María Calaforra, catedrático de Geodinámica Externa de la Universidad de Almería. En las primeras prospecciones se detectaron zarpazos de oso cavernario en multitud de paredes, algo muy poco frecuente en latitudes tan al sur de Europae, incluso, minerales desconocidos hasta la fecha. Ha sido considerado por los expertos como "el mayor descubrimiento geo-espeleológico de las últimas décadas".